# 策茨維爾

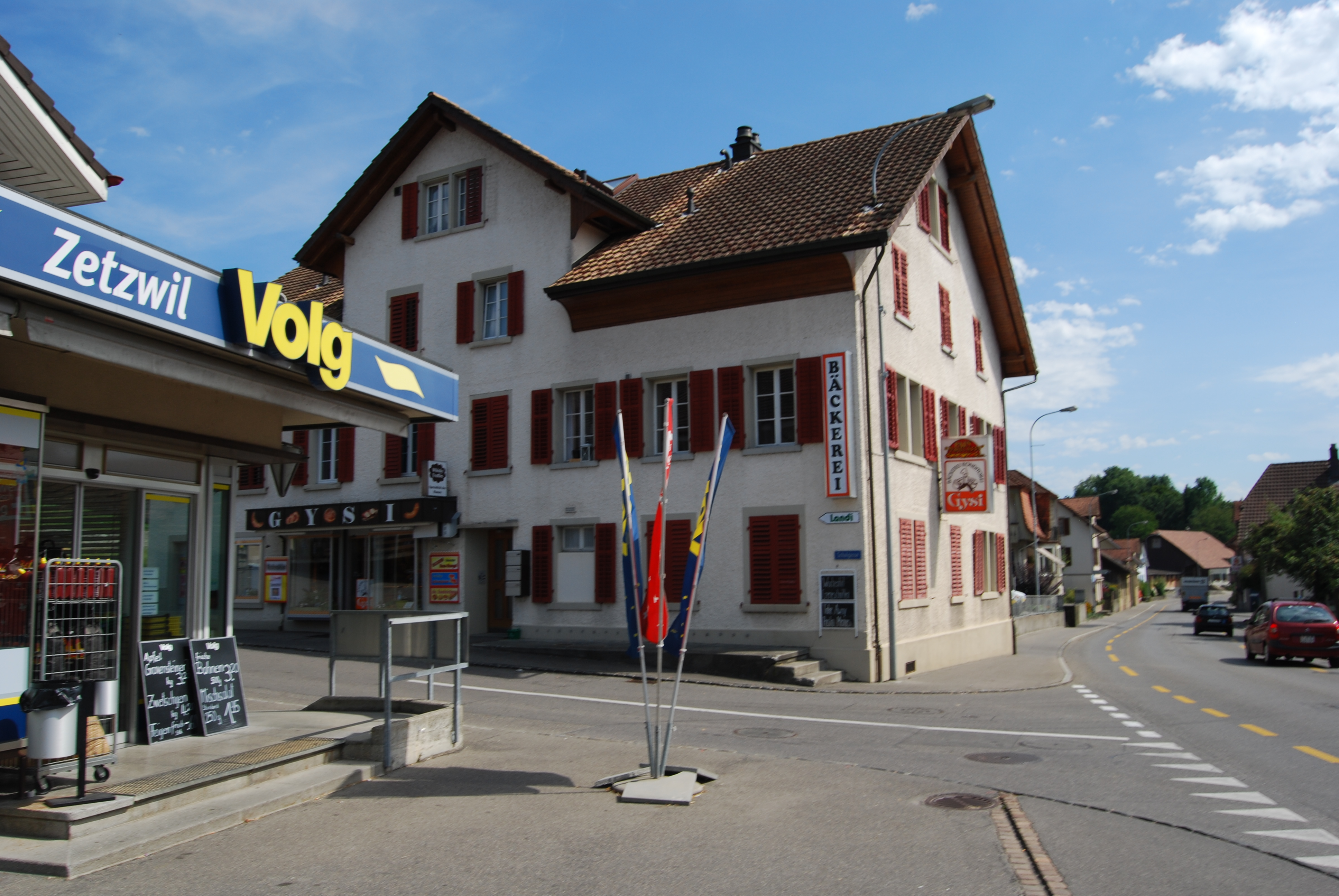

策茨維爾是瑞士的城鎮，位於該國北部，由阿爾高州負責管轄，面積5.8平方公里，海拔高度522米，2012年人口1,270，七成人口信奉基督教，人口密度每平方公里219人。